# Nashvilleverklaring
De Nashvilleverklaring (Engels: Nashville Statement) is een document over het christelijk geloof, huwelijk en seksualiteit dat oorspronkelijk in 2017 in de Amerikaanse stad Nashville is opgesteld. Met deze verklaring wilden de ondertekenaars, meest afkomstig uit orthodox en conservatief protestantse of evangelicale kringen, een eenduidig geluid laten horen rond thema’s als homoseksualiteit, genderneutraliteit en transseksualiteit.  De ondertekenaars spreken zich uit tegen lhbt-seksualiteit, transseksualiteit, het homohuwelijk, polygamie, polyamorie, overspel en seksuele onreinheid. De verklaring zegt hier normen en waarden ontleend aan de Bijbel ten aanzien van seksualiteit, geslachtsidentiteit en het belang van huwelijkstrouw tegenover te stellen. De kern hiervan is dat God de vrouw en de man heeft geschapen om binnen het huwelijk kinderen te mogen opvoeden en liefhebben.
De eerste ondertekenaars van de Amerikaanse versie waren 150 voornamelijk conservatieve leiders vanuit het evangelisch christendom. De verklaring werd vervolgens vertaald in het Duits, Spaans en Chinees. In december 2018 werd de Nederlandstalige versie ter ondertekening voorgelegd aan een selecte groep Nederlandse predikanten. Een maand later werd de ondertekende verklaring openbaar gemaakt.
Zowel in de VS als in Nederland kreeg de verklaring vooral bijval uit conservatief christelijke hoek. Er was echter in deze kringen bij personen die de strekking van het document in principe konden onderschrijven, wel kritiek op het gebrek aan pastorale toon. Ook werd de vrees uitgesproken dat de verklaring de kloof tussen de lhbt-gemeenschap en de kerken zou vergroten. Vanuit de bredere samenleving en vanuit andere kerkgemeenschappen werd de verklaring bekritiseerd als transfoob en homofoob.
In Nederland betuigden veel personen en instellingen na de publicatie van de Nashvilleverklaring hun steun aan de lhbt-gemeenschap en spraken zij hun afkeuring uit over toon en inhoud van de verklaring. Vanuit conservatief-christelijke hoek werd naar aanleiding van de negatieve reacties aangevoerd dat het debat rond gender en homoseksualiteit verhard was tot een voor-tegendiscussie met te weinig ruimte voor nuance.

## Inhoud
De verklaring bestaat uit een voorwoord gevolgd door veertien artikelen. Ieder artikel bestaat uit een bevestiging en verwerping van bepaalde normen en waarden. Kern van de inhoud is dat het huwelijk door God is ingesteld als ‘levenslange verbondsrelatie tussen één man en één vrouw’. Daarnaast wordt het 'in strijd met Gods heilige bedoelingen' genoemd als mensen 'zichzelf bewust willen zien en positioneren als personen met een homoseksuele of transgenderidentiteit'. Seks voor of buiten het huwelijk, homoseksuele relaties en transseksualiteit worden afgewezen. De tekst suggereert dat homoseksuele gevoelens en gevoelens van genderdysforie overwonnen kunnen worden.

## Verenigde Staten
De Nashvilleverklaring werd opgesteld door de Council on Biblical Manhood and Womanhood en werd in augustus 2017 gepresenteerd tijdens de jaarlijkse conferentie van de ethische commissie van de Southern Baptist Convention, het grootste protestantse kerkgenootschap (ongeveer 15 miljoen leden) in Nashville, Verenigde Staten. De oorspronkelijke ondertekenaars waren 150 voornamelijk conservatieve leiders vanuit het evangelisch christendom.
De verklaring is een vervolg op het Danvers Statement uit 1988 van dezelfde organisatie, een verklaring tegen het feminisme. De Nashvilleverklaring kwam tot stand omdat volgens de opstellers binnen de samenleving de opvattingen over de verhouding tussen man en vrouw, en over wat het betekent om mens te zijn, sterk veranderd waren; er was een seculiere moraal ontstaan die losstaat van het christelijke geloof. De seculiere moraal rondom seksualiteit en genderidentiteit wordt door hen afgewezen. Tot de ondertekenaars behoren prominenten als John Piper, William Lane Craig, televisiedominee James Dobson, John F. MacArthur en James Packer. In januari 2019 was de Amerikaanse Nashvilleverklaring ondertekend door ruim 22.000 voornamelijk evangelisch christelijken.

### Kritiek
De Nashvilleverklaring werd in de Verenigde Staten bekritiseerd door liberale én conservatieve christelijke groepen, en door lhbt-activisten. De kritiek vanuit conservatieve hoek verwees onder andere naar het feit dat de evangelische leiders een hypocriete indruk maakten door zich nu uit te spreken tegen het homoseksualiteit en transseksualiteit, terwijl ze niet hadden geprotesteerd tegen het zedeloze gedrag van de Amerikaanse president Donald Trump. Daarnaast vreesden sommigen dat de verklaring zou kunnen leiden tot verdere verwijdering tussen de Amerikaanse lhbt-gemeenschap en de kerk.

## Nederland
In Nederland namen dr. Piet de Vries, seminariumdocent van de Hersteld Hervormde Kerk, en evangelist Arjan Baan in 2018 het initiatief voor een Nederlandstalige versie. Zij wilden aansluiten bij de internationale beweging en een duidelijke positie innemen.
De Nederlandstalige versie werd vertaald door een werkgroep bestaande uit predikanten uit de reformatorische hoek: ds. J.M.J. Kieviet, (van de uiterst conservatieve Bewaar het Pand-groep binnen de Christelijke Gereformeerde Kerken), dr. Maarten Klaassen (Gereformeerde Bond in de PKN), ds. S.T. Lagendijk (Hersteld Hervormde Kerk), ds. M. van Reenen (Hersteld Hervormde Kerk), ds. C. Sonnevelt (Gereformeerde Gemeenten), dhr. L. van der Tang (Gereformeerde Gemeenten in Nederland) maar ook enkele evangelische voorgangers, onder wie de prominente Orlando Bottenbley.

### Voorgeschiedenis
Een maand voordat de Nederlandse Nashvilleverklaring het licht zag, hadden bijbelvertaler drs. Kees van der Ziel, theoloog dr. Piet de Vries, publicist dr. Bart-Jan Spruyt, evangelist Arjan Baan en enkele andere auteurs uit 'reformatorische en bijbelgetrouwe evangelische kring' al een andere, kortere, Nederlandse verklaring over homoseksualiteit gepubliceerd: 'Homoseksualiteit vraagt om hernieuwd belijden'. De directe aanleiding voor deze eerdere verklaring was een studiedag over homoseksualiteit en kerk, waar werd gepleit voor meer acceptatie van lhbt'ers. Diezelfde dag besprak de synode van de Protestantse Kerk in Nederland een voorstel om homoseksuele relaties in te zegenen. In een open brief, kort na die bespreking, riepen honderden progressieve predikanten en kerkelijk werkers daartoe op.
Al vóór de synodevergadering verklaarden Spruyt, De Vries en enkele andere reformatorische opinieleiders in een gemeenschappelijk opiniestuk: '...dat wij niet willen meegaan in de tendens om te stellen dat er vanuit een eenheid des geloofs verschillende visies op homoseksualiteit mogelijk zijn.' Deze stelling komt overeen met artikel 10 van de Nashvilleverklaring. Spruyt had zelfs al in september 2017 een essay gepubliceerd  waarin hij instemmend een boek besprak van R. Albert Mohler Jr.: een van de opstellers van de (Amerikaanse) Nashvilleverklaring.

### Vertaling, bewerking en publicatie
De vertalers van de Nashville-verklaring hebben er naar eigen zeggen bewust voor gekozen om nauw aan te sluiten bij de Amerikaanse versie en geen eigen inzichten aan te brengen. Aan de Nederlandstalige versie zijn een naschrift en schriftgedeelten toegevoegd. Het naschrift pleit voor pastorale zorg voor leden van de lgbt-gemeenschap, en belijdt schuld voor de manier waarop christenen met hen zijn omgegaan.
Op 4 januari 2019 werd de tekst publiek gemaakt via een hiervoor opgezette website; in de weken daarvoor waren Nederlandse predikanten opgeroepen de verklaring te ondertekenen. De verklaring werd aanvankelijk met de lijst van ondertekenaars op de website getoond. Op 6 januari werd de lijst verwijderd omdat volgens de organisatie enkele ondertekenaars zich hadden teruggetrokken en de lijst checken lastig was.
Naar aanleiding van het artikel van de hoogleraren Huijgen en Kater werd de definitieve versie van de Nederlandstalige verklaring voorzien van een naschrift dat pleit voor pastorale zorg.

### Ondertekenaars

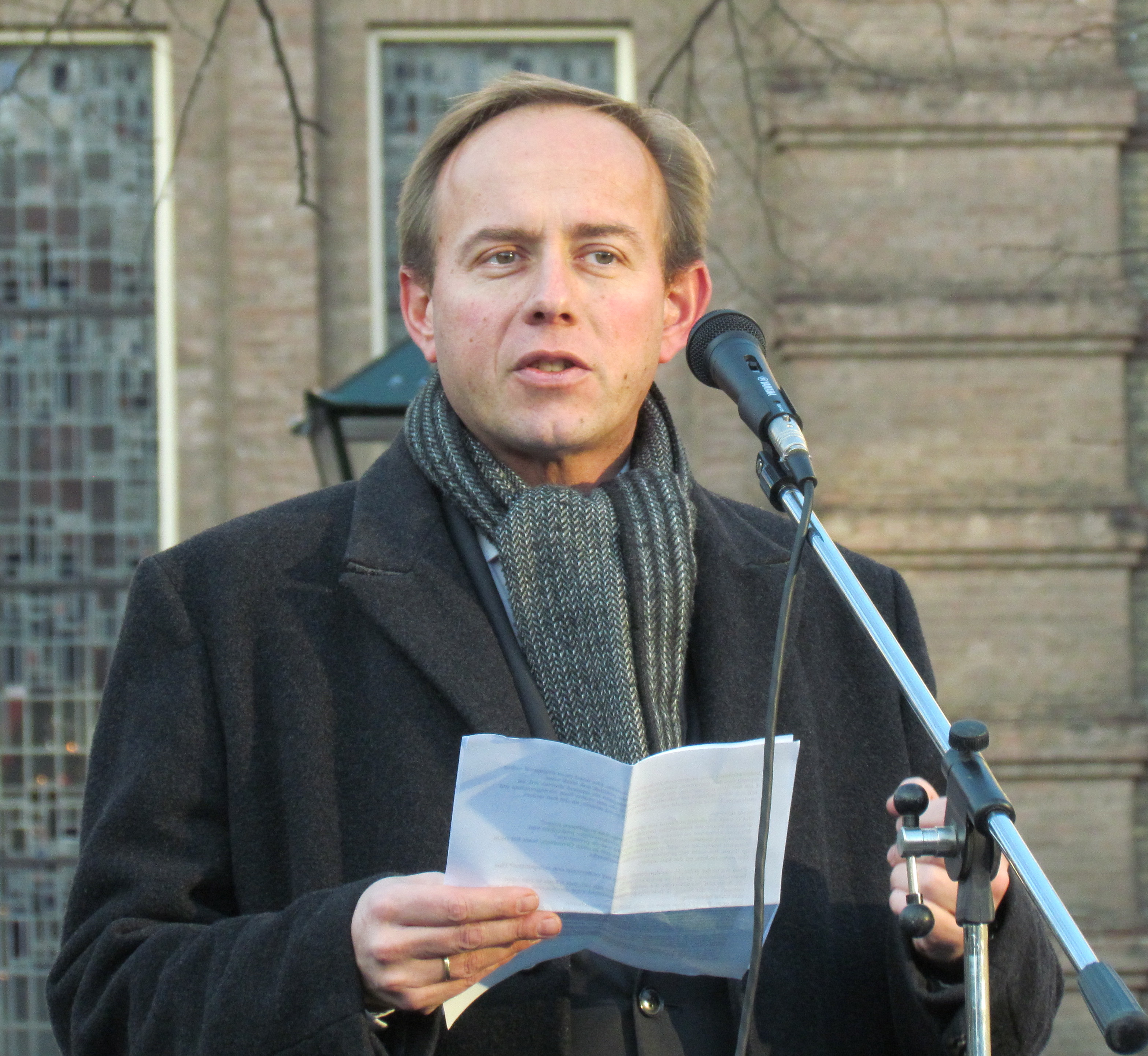
Parlementariër Kees van der Staaij (SGP) behoorde tot degenen wier naam onder de Nederlandstalige versie van de Nashvilleverklaring kwam te staan. Hij gaf later aan dat dit niet zijn intentie was geweest.

In Nederland kreeg de verklaring bijval, maar vooral kritiek. De bijval kwam vooral uit conservatief christelijke hoek, al kwam van die kant ook kritiek. De eerste groep ondertekenaars bestond uit ongeveer 250 vertegenwoordigers (vooral voorgangers) vanuit de Hersteld Hervormde Kerk, Gereformeerde Gemeenten, de Gereformeerde Gemeenten in Nederland, Oud Gereformeerde Gemeenten in Nederland, de Christelijke Gereformeerde Kerken en evangelische gemeenten maar ook enkele predikanten in de Protestantse Kerk Nederland en de Gereformeerde Kerken (vrijgemaakt). Tot deze eerste ondertekenaars, allen mannen, behoorden ook de SGP-politici Kees van der Staaij en Diederik van Dijk, alsmede de hoogleraren Wim van Vlastuin, Willem Jan op 't Hof en Marc de Vries.
In het radioprogramma Dit is de dag en in de tv-talkshow Jinek gaf Van der Staaij echter aan dat hij geen handtekening had gezet. Hij zou alleen positief hebben gereageerd op het idee om de Amerikaanse versie in het Nederlands te vertalen. Dat zou door de initiatiefnemers als een handtekening zijn geïnterpreteerd. Het zou niet zijn intentie zijn geweest bekend te maken dat hij achter de verklaring stond en of er vanuit de politiek aan gekoppeld te worden. In een officiële verklaring op de website van de SGP stelde hij ook vooral het uitvoerige nawoord in de Nederlandse versie waardevol te vinden omdat daarin de grote verantwoordelijkheid werd benadrukt voor een zorgvuldige omgang met mensen.

### Theologische en kerkelijke kritiek
Al voordat de verklaring was gepubliceerd, maakten twee christelijk-gereformeerde hoogleraren van de Theologische Universiteit Apeldoorn, prof. dr. Arnold Huijgen en prof. dr. Maarten Kater, door middel van een artikel in het Reformatorisch Dagblad, bekend dat zij haar niet zouden ondertekenen. Naar eigen zeggen deden zij dit 'met het oog op predikanten die niet weten wat zij ermee aan moeten en met het oog op hun gemeenteleden'. Hun vier overwegingen waren: 1) de verklaring mist 'de nodige pastorale gevoeligheid' (bijvoorbeeld waar ze de suggestie wekt dat homoseksualiteit kan worden genezen en spreekt van 'het aannemen van een identiteit'); 2) in de verklaring ontbreekt een schuldbelijdenis over de manier waarop de kerk vroeger is omgegaan met homoseksuelen en '...het is nogal gemakkelijk om vooral de zonden van een ànder te belijden.' 3) de verklaring '...mist de theologische diepgang en nuance die nodig zijn [...] het verbaast niet dat het oorspronkelijke document geen enkele verwijzing naar een Bijbeltekst bevatte.' 4) de verklaring zou fungeren als een nieuw sjibbolet. 'Als er dan helder en in geval van nood belijdend gesproken moet worden, is dat juist een kerkelijke zaak en geen particulier initiatief.' De derde overweging was volgens de auteurs zelf de belangrijkste.
Dat Huijgen en Kater de verklaring niet ondertekenden, was niet omdat ze radicaal andere standpunten zouden hebben over homoseksualiteit of gender. Ze benadrukten '...dat het van groot belang is om in onze tijd de waarde van het christelijk huwelijk als de exclusieve, levenslange verbintenis van één man en één vrouw hoog te houden. De genderideologie die alle biologische en andere verschillen tussen man en vrouw wil uitwissen, verdient stevige christelijke kritiek'. Drs. P.J. Vergunst, algemeen secretaris van de Gereformeerde Bond in de Protestantse Kerk in Nederland, verklaarde ongeveer hetzelfde: 'In dit complexe thema moet je goed met twee woorden spreken. Belangrijker, homoseksualiteit is geen thema, maar gaat over mensen die we in de kerk pastoraal nabij willen zijn in hun levensvragen en geloofsvragen waarbij de Bijbel leidend is.' Vergunst onderschrijft de intentie van de Nashvilleverklaring om een protest te laten horen tegen de genderideologie, maar besloot niet te ondertekenen. 'Ik heb de initiatiefnemers half december laten weten dat ik de toon hier en daar te vierkant vind. Daarbij neem ik afstand van de suggestie dat als je oprecht christen bent, homofiele gevoelens kunnen verdwijnen, van de suggestie dat mensen bewust een transgender- of homoseksuele identiteit aannemen. De gebrokenheid van het leven blijft echter ook voor een christen.'
Prominente orthodox-protestanten als theoloog des Vaderlands prof.dr. Stefan Paas en ds. Willem Smouter (voorzitter van de EO-ledenraad en preses van de Nederlands Gereformeerde Kerken) spraken zich uit tegen de Nashville-verklaring. Paas noemde de verklaring publieke stoerdoenerij ten koste van kwetsbare mensen. Paas stelt dat in de verklaring elk hermeneutisch besef ontbreekt en de opstellers daarmee theologisch tekort schieten. Smouter hekelde vooral artikel 7 van de verklaring: '...vroeger zeiden ze "je mag het wel zijn maar niet doen" maar dit is nog erger: je mag het niet zijn. Je mag jezelf niet beschouwen als een persoon met homo-identiteit. Ik wil zo duidelijk mogelijk zeggen: geloof dit niet! Wat je identiteit ook is, man of vrouw, Jood of heiden, homo of hetero, je bent welkom in Gods huis.' Kritiek had ook PKN-secretaris René de Reuver, scriba van de generale synode, die de Nashvilleverklaring theologisch eenzijdig en gesloten, en pastoraal onverantwoord noemde. Ook het Nederlands Bijbelgenootschap distantieerde zich van de verklaring: 'Over veel kwesties die ons vandaag de dag bezighouden spreekt de Bijbel zich niet expliciet uit. Dat geldt ook voor homoseksualiteit. Want de manier waarop we nu tegen seksuele geaardheid aankijken, en de kennis die we er nu over hebben, bestonden in die tijd helemaal niet.'
Christelijke lhbt-organisaties wezen de verklaring af. In een open brief schreven het bestuur van ChristenQueer en de oud-voorzitters van CHJC, ContrariO, LKP en LCC Plus Projecten: 'Wij zijn het met de ondertekenaars van de Nashvilleverklaring eens dat God ons gemaakt heeft. Homoseksueel, lesbienne, heteroseksueel, transgender, queer, interseksueel zijn allen geschapen naar het beeld van God. [...] Wij respecteren de mening van de ondertekenaars van de Nashvilleverklaring. [...] Tegelijk doet de inhoud van de Nashvilleverklaring ons intens pijn en baart het ons zorgen.' Ook Herman van Wijngaarden, auteur van 'Oké, ik ben dus homo: Over homoseksualiteit en volgen van Jezus' en initiator van Hart van Homo's noemde de Nashvileverklaring 'schadelijk' en 'dom', al gelooft ook hij dat de Bijbel geen ruimte laat voor homoseksuele relaties. 'Ik heb me geprobeerd voor te stellen wat de opstellers heeft bezield, en wie hierbij is gebaat. Maar ik snap het werkelijk niet. SGP-leider Kees van der Staaij en dr. M. Klaassen vertellen steeds: "We bedoelen dit en dat.” Maar dat staat er niet!'

### Overige reacties
Vanuit de media, politiek en samenleving, alsmede van theologen aan de liberale zijde van de Protestantse Kerk Nederland, kwam de kritiek dat de verklaring transfoob en homofoob zou zijn. Sommigen noemden het een 'antihomomanifest'. Minister Van Engelshoven, die emancipatiezaken in haar portefeuille heeft, noemde de verklaring 'stappen terug in de tijd'. Het COC noemde het een schadelijk en onbarmhartig document.
Ook van behoudend-protestantse zijde werd forse kritiek geuit. Sjirk Kuijper, hoofdredacteur van het Nederlands Dagblad, noemde de verklaring 'een stuk illegaal geïmporteerd, levensgevaarlijk vuurwerk'. De ophef erover was volgens Kuijper primair te wijten aan 'De boodschap, die medegelovigen uitsluit om wie ze zijn. De leerstellige vormgeving [...] De quasi-bescheiden, scherp polariserende positionering [...] En de provocerende hang naar martelaarschap.' Artikel 7 van de verklaring, zo stelde Kuijper, '...legt homo's en transgenders niet alleen een ethisch juk op (je mag niet zo doen), ze ontkent ook hun identiteit (je mag niet zo zijn).'
De hoofdredactie van het Reformatorisch Dagblad stelde '...dat de Nashvilleverklaring doordesemd was van Amerikaanse opvattingen rond homoseksualiteit en genderneutraliteit. Het onderscheid tussen de homoseksuele gerichtheid en het in de praktijk brengen daarvan is er niet in terug te vinden. [...] In het naschrift klopte wel het hart van de herder, maar dat was niet terug te horen in de mond van de profeet.[...] Er is maar één advies: stop deze verklaring even terug in de kast.'
Gert-Jan Segers, partijleider van de ChristenUnie, schreef in een statement op Facebook: 'Ik heb de Nashville-verklaring niet ondertekend omdat ik bang ben dat het gesprek over geloof en homoseksualiteit niet is gediend met deze Verklaring. Ik zie ook niet hoe homo’s - binnen en buiten de kerk - met deze verklaring geholpen worden.' En, zo vervolde Segers: 'Jezus’ eerste boodschap voor deze wereld is niet een lijst met do’s en don’ts, maar een hartelijke uitnodiging die duidelijk maakt dat iedereen welkom is bij Hem. Wie je ook bent. Ik hoop dat wij als christenen in onze samenleving niet allereerst een opgeheven vinger laten zien, maar vooral een luisterend oor en een helpende hand.'
Als reactie op de Nashvilleverklaring stelden Boris van der Ham, als voorzitter van het Humanistisch Verbond en Joost Röselaers, predikant van de Remonstranten een Liefdesverklaring op die op het internet ondertekend kon worden. In enkele weken hadden 52.000 mensen de verklaring ondertekend. Op 15 januari 2019 werd de verklaring door de Tweede Kamer in ontvangst genomen.

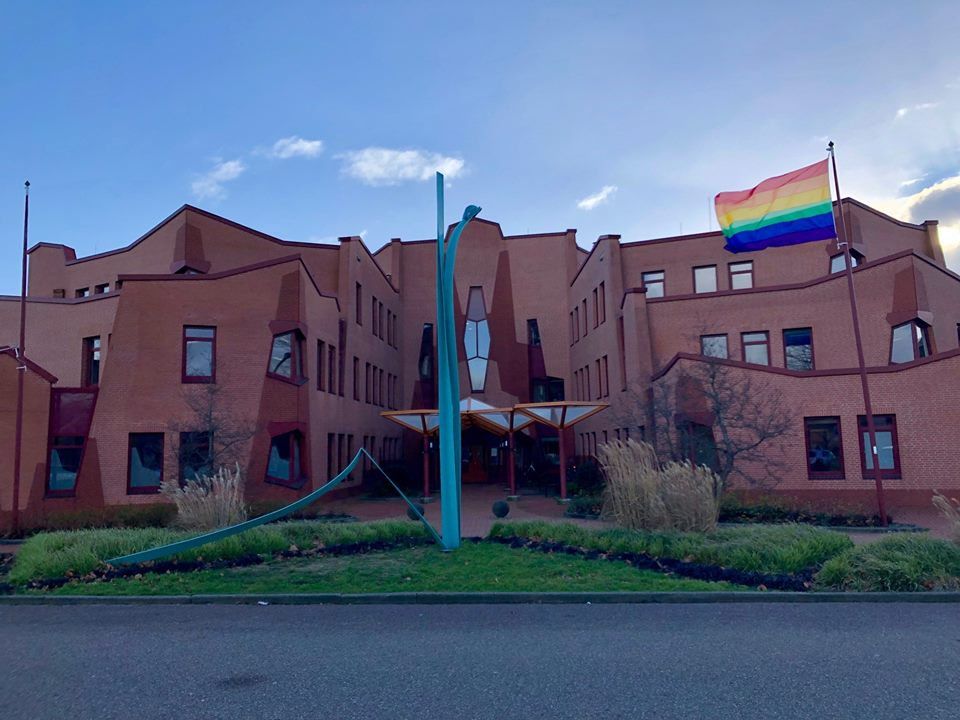
Gemeente Wormerland hijst de regenboogvlag in een reactie op de Nashvilleverklaring

Als teken van solidariteit met de lhbt-gemeenschap hesen meerdere gemeenten in de dagen na de publicatie van de Nashvilleverklaring bij het stadhuis de regenboogvlag. Een aantal gemeenten koos er juist voor om dit niet te doen, omdat men zich bewust niet in het debat wilde mengen. De vlag hing ook bij een aantal universiteiten en kerken.
De Vrije Universiteit Amsterdam hing een regenboogvlag bij het hoofdgebouw, hoewel vier personeelsleden, allen verbonden aan de faculteit Religie en Theologie, de verklaring hadden ondertekend. Volgens VU-woordvoerder Wessel Agterhof had de VU helemaal niets met Nashville, maar 'is er ook zoiets als vrijheid van meningsuiting'. Hoogleraar praktische theologie Ruard Ganzevoort van de Vrije Universiteit en bij het uit de kast komen uit zijn ambt gezet als predikant, is van mening dat de universiteit aan de slag moet met ‘Nashville’ en een veilige ruimte moet bieden aan alle genderidentiteiten.
Als reactie op de verklaring vond op 9 januari 2019 op het Homomonument in Amsterdam een "Viering van de Liefde" plaats, die door enkele honderden mensen werd bijgewoond. Naast initiatiefnemer Hans Verhoeven, COC-voorzitter Astrid Oosenbrug en burgemeester Femke Halsema spraken ds. Wielie Elhorst en Paula de Jong (beiden Protestantse Kerk Amsterdam) en Jolanda Molenaar (transvrouw en doopsgezind theoloog).

#### Aangifte
De ambassadeur van de Gay Pride, Francis van Broekhuizen, deed aangifte tegen een van de ondertekenaars, de parlementariër Kees van der Staaij. Op 7 januari 2019 werd bekend dat het Openbaar Ministerie zou gaan beoordelen of er een strafrechtelijk onderzoek ingesteld moest worden naar de Nashvilleverklaring. Vanuit de Verenigde Staten reageerde dr. Kevin DeYoung, predikant van de presbyteriaanse Christ Covenant Church in Matthews (North Carolina), en een van de adviseurs bij het opstellen van de Nashvilleverklaring, verbaasd over de commotie die in Nederland is ontstaan over de verklaring: 'Dat er een aanklacht tegen een christelijk politicus wordt ingediend omdat zijn naam onder de verklaring staat, is wel schokkend. Zoiets zou in Amerika niet direct gebeuren. De vrijheid van meningsuiting en van godsdienst worden hier nog steeds als bijna onaantastbaar gezien.' Op 9 januari 2019 werd een, aan het Openbaar Ministerie aan te bieden, petitie gestart, onder het motto: 'Voorkom een nieuwe christenvervolging – teken nu #Nashville'. Deze petitie kreeg ruim tienduizend handtekeningen; veel meer dan de petitie 'Begrip voor de Nashvilleverklaring' en petities die juist aandrongen op sancties.
Op 12 maart 2020 oordeelde het Nederlandse Openbaar Ministerie dat de Nashvilleverklaring niet strafbaar is en stelde geen vervolging in.
Het Amsterdams Gerechtshof bepaalde op 20 juli 2021 dat de Nashville-verklaring niet aanzet tot discriminatie als bedoeld in art. 137d van het Wetboek van Strafrecht. Het uitdragen van een geloofsovertuiging is niet strafbaar en van het aanzetten tot discriminatoire gedragingen is niets gebleken.

### Reflectie en verdere discussie
Vanuit conservatief-christelijke hoek werd naar aanleiding van de negatieve reacties op de Nashvilleverklaring herhaaldelijk aangegeven dat men van mening was dat het maatschappelijk debat rond gender en homoseksualiteit was verhard tot een voor-tegen discussie die weinig ruimte bood aan nuance.
Een van de initiatiefnemers van de Nederlandse versie van de Nashvilleverklaring, dr. Maarten Klaassen, predikant in de Protestantse Kerk Nederland, zei in reactie op de kritiek dat de verklaring niet bedoeld is als 'anti-homo', maar alleen wil opkomen voor het 'klassiek-christelijke standpunt over man en vrouw'. Hij stelde dat door 'de enorme invloed van de homo-lobby op de samenleving' het gesprek over homoseksualiteit binnen de kerk nu eenzijdig werd gevoerd.
Pieter Moens, bestuursvoorzitter van VGS, de Vereniging voor Gereformeerd Schoolonderwijs, verklaarde dat wat hem betreft de Nashvilleverklaring de 'heldere bijbelse lijn' verwoordde die zijn organisatie al jaren volgde en gaf aan vooral blij te zijn met het pastorale naschrift. Volgens Moens komt de inhoud van dit naschrift grotendeels overeen met de nota die zijn organisatie in 2008 gepubliceerd heeft. Toenmalig minister van Onderwijs Ronald Plasterk omschreef de inhoud van deze nota toen als liefdevol. Moens' conclusie was dat het debat tien jaar later verscherpt was. Hij betreurde dat er geen ruimte meer leek te zijn voor nuance tussen 'het met alles eens zijn of homofobie'. Overigens vond Moens het door VGS gehanteerde standpunt dat niet de andersgeaarde mens wordt afgewezen maar diens seksuele handelen, minder in de Nashvilleverklaring terug.
Op de dies natalis van de Protestantse Theologische Universiteit (PThU) enkele dagen na de publicatie van de Nashvilleverklaring, werd aandacht besteed aan de reacties op de tekst. Prof. dr. Heleen Zorgdrager, hoogleraar systematische theologie met bijzondere aandacht voor genderstudies, stelde in haar dieslezing dat posities ten aanzien van seksuele diversiteit emblemen waren geworden van een cultuurstrijd. De Nashvilleverklaring, die in haar woorden vanaf een Amerikaanse baptistenconferentie naar Nederland was 'overgeplant', maakte van geslachtelijk onderscheid zelfs een geloofsverklaring. Zij vond het spijtig dat de generale synode van de Protestantse Kerk in Nederland geen theologische discussie was aangegaan rond de zegening van andere levensverbintenissen dan het huwelijk tussen een man en een vrouw. Zij vatte dat samen als 'we moeten maar niet aan theologie doen, want daar komt ruzie van'.
Op 17 februari 2019 werd bekend dat de werkgroep achter de Nederlandse vertaling werkte aan een vereenvoudigde versie van de Nashvilleverklaring. De strekking van de verklaring zal niet worden aangepast; de tekst wordt verduidelijkt om misverstanden te voorkomen. Op 14 mei 2019 werd een door circa 2500 personen ondertekende petitie ter ondersteuning van de Nashvilleverklaring aangeboden aan de Tweede Kamer. De Kamer debatteerde op 16 mei 2019 onder andere naar aanleiding van de verklaring over de maatschappelijke positie van lesbische, homoseksuele, biseksuele, transgender- en interseksepersonen.

### Impact
In september 2019 concludeerden onder anderen P.J. Vergunst van de Gereformeerde Bond in de Protestantse Kerk in Nederland, en Herman van Wijngaarden, initiator van de organisatie Hart van Homo's, dat de maatschappelijke ophef rondom de Nashvilleverklaring een bijdrage had geleverd aan een opener gesprek over homoseksualiteit binnen de orthodox protestantse gemeenschappen. In die zin zou de Verklaring een impuls hebben gegeven aan lhbt-emancipatie binnen deze groep. Zij zagen echter ook dat er een verharding was opgetreden; gelovigen die het met de strekking van de Verklaring eens waren voelden zich vrijer om hun mening te uiten.
Bij een studiedag voor ondertekenaars van de Nashvilleverklaring over ”Bijbels denken over huwelijk en seksualiteit” op 12 september 2019 in Putten werd geconstateerd dat afwijzing van homoseksualiteit en transseksualiteit op bijbelse gronden, zoals onder andere verwoord in de Verklaring, zorgde voor verbinding tussen verschillende geloofsgemeenschappen, bijvoorbeeld tussen bevindelijk-gereformeerden, hersteld-hervormden, baptisten en evangelische christenen. Tijdens deze bijeenkomst stelden initiatiefnemers van de Nederlandse versie van de Nashvilleverklaring dat men er nog steeds van overtuigd was dat de Verklaring de Bijbel juist interpreteerde. Men wilde zich met de Nashvilleverklaring verzetten tegen een 'omkering van de moraal' rond seksualiteit waardoor zaken die van oudsher door het christendom werden afgewezen nu normaal werden gevonden. Deze omkering zou door de lhbt-beweging in gang gezet zijn.